# Ilija Džinić
Ilija Džinić (1894. – 19. lipnja 1981.) je bio bački hrvatski pisac i dugogodišnji javni i kulturni djelatnik. Sakupljao je usmeno narodno blago (pjesama, poslovica, izreke). Po struci je bio učitelj.
Utemeljio je i animirao veći broj kulturnih društava i ustanova.
Surađivao je u bunjevačko-šokačkim novinama. 
Pisao je pripovijetke iz života bunjevačkih Hrvata, jednočinke i ine tekstove. Književna djela su mu se bavila i poviješću rodnog kraja: Čonoplji, u kojoj je nakon Prvog svjetskog rata bio tajnikom i učiteljem Bunjevačke čitaonice te o Somboru.
Istraživačke redove je objavljivao u zbornicima Matice srpske.

## Djela
- Sombor – Zombor u svjetlu znanstvenih istraživanja, monografija, 1979.
- Čonoplja, bačko selo kraj Sombora u prošlosti, monografija, 1980.

Pored tih monografija, desetak djela je ostalo neobjavljeno, odnosno samo u rukopisnom izdanju.

## Vanjske poveznice
- Klasje naših ravni br. 3-4/2004.  Arhivirana inačica izvorne stranice od 21. kolovoza 2007. (Wayback Machine) Đuro Lončar: Ilija Džinić, učitelj, pisac, kulturni djelatnik